# Buccia di banana (film)
Buccia di banana (Peau de banane) è un film del 1963 diretto da Marcel Ophüls.

## Produzione
Le riprese furono realizzate tra febbraio e la fine di aprile 1963.
Gli interni furono girati negli stabilimenti cinematografici La Victorine di Nizza e in quelli di Boulogne-Billancourt.
Tra le riprese esterne figurano Parigi, Nizza, Cannes, Èze, Le Grau-du-Roi e in Camarga.

## Colonna sonora
1. Embrasse-Moi, musica di Ward Swingle, testo di Serge Rezvani, eseguita da Jeanne Moreau.
2. En attendant Cathi
3. Générique
4. Les malabars
5. Evening-out
6. Chassé-croisé[4]

## Distribuzione
Il film fu distribuito in Italia a partire dal 25 settembre 1963 e in Francia dal 16 ottobre dello stesso anno.

## Accoglienza
In Francia il film fu visto da 1.909.913 spettatori paganti.

### Critica
(Leo Pestelli)
(Alberto Blandi)
si dissolvono anche i pochi fatti. Jeanne Moreau è carina ed elegante, ma i panni di ladra in guanti gialli non le si adattano troppo. Jean-Paul Belmondo recita senza impegno. Tra gli altri — Alain Cuny, Jean-Pierre Marielle, Gert Frobe — il migliore è Claude Brasseur: ma a metà della vicenda, chissà perché, dilegua. Forse gli era scaduto il contratto.»
(Aggeo Savioli)
(Avanti!)